# Eurogym

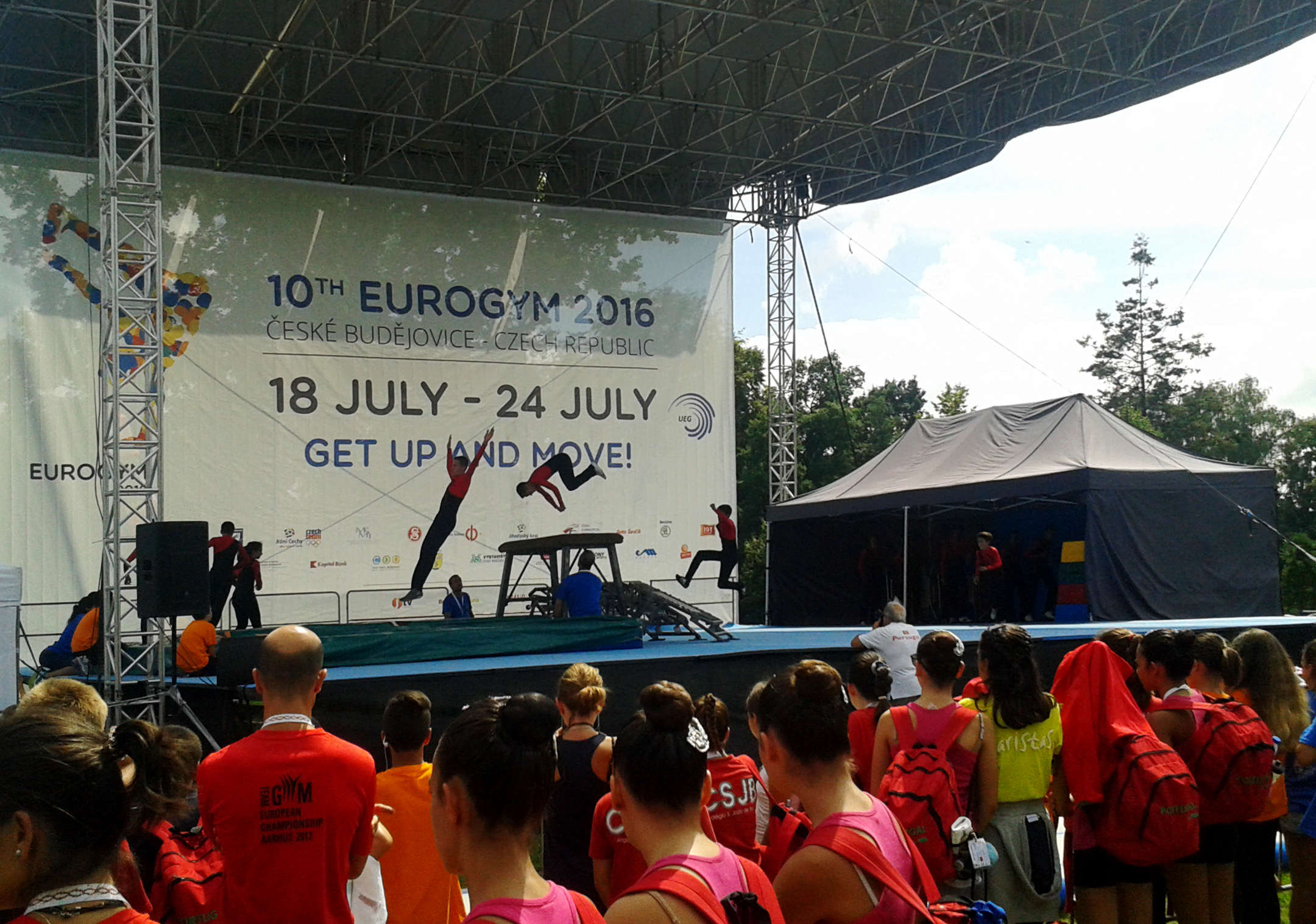
Vystoupení jednoho z portugalských týmů v Českých Budějovicích

Eurogym je jednou z největších gymnastických událostí pro mládež ve věku 12 - 18 let. Koná se každé dva roky v jedné z evropských zemí a mladým gymnastům poskytuje příležitost vystoupit se skupinovým představením na pódiu s mezinárodní účastí. Organizuje se pod hlavičkou UEG (Evropské gymnastické unie).

## Popis
Eurogym je nesoutěžní společenská událost začínající většinou zahajovacím ceremoniálem, po němž následuje týden vystoupení, workshopů a setkání, která uzavírá závěrečný ceremoniál Eurogym Gala.
Minimální počet členů v týmu, kde musí být alespoň dva vedoucí, je šest. pro týmy o více než 24 členech je zapotřebí jednoho vedoucího na každých 12 účastníků. Základní věkové složení je 12 - 18 let. Zúčastnit se mohou i mladší či starší gymnasti, ale ani jedni z nich nesmí tvořit více než 10% týmu, a musí jim být maximálně 20 let.

## Historie
První festival se konal v portugalském Lisabonu v roce 1993. Na kongresu v portugalském Funchalu (2002) pak byl odsouhlasen návrh, aby se setkání gymnastické mládeže konalo každé dva roky.
10. ročník Eurogymu se konal poprvé ve Střední Evropě, a to v Českých Budějovicích ve dnech 18. - 24. června 2016. Vystoupení mohli diváci sledovat na čtyřech pódiích - na náměstí Přemysla Otakara II., na Sokolském ostrově, na Mariánském náměstí a na Lannově třídě, z nich pouze poslední nebylo kryté. Zahájení i závěrečné Gala se odehrálo v Budvar aréně.
| Ročník | Rok  | Město            | Země        |
| ------ | ---- | ---------------- | ----------- |
| 1      | 1993 | Lisabon          | Portugalsko |
| 4      | 2004 | Jyväskylä        | Finsko      |
| 5      | 2006 | Gent             | Belgie      |
| 6      | 2008 | Albi             | Francie     |
| 7      | 2010 | Odense           | Dánsko      |
| 8      | 2012 | Coimbra          | Portugalsko |
| 9      | 2014 | Helsingborg      | Švédsko     |
| 10     | 2016 | České Budějovice | Česko       |
| 11     | 2018 | Lutych           | Belgie      |